# Кіав Зін
Кіав Зін (28 листопада 1986) — м'янмський плавець.
Учасник Олімпійських Ігор 2008 року, де в попередніх запливах на дистанції 50 метрів вільним стилем посів 77-ме місце і не потрапив до півфіналу.